# Фол Ривер (Висконсин)
Фол Ривер (енгл. Fall River) град је у америчкој савезној држави Висконсин.

## Демографија
По попису из 2010. године број становника је 1.712, што је 615 (56,1%) становника више него 2000. године.
| Група             | 2000.         | 2010.         |
| Белци             | 1.076 (98,1%) | 1.622 (94,7%) |
| Афроамериканци    | 6 (0,5%)      | 12 (0,7%)     |
| Азијати           | 3 (0,3%)      | 17 (1,0%)     |
| Хиспаноамериканци | 6 (0,5%)      | 34 (2,0%)     |
| Укупно            | 1.097         | 1.712         |